# 李埼鎔
李 埼鎔（り きよう、イ・ギヨン、朝鮮語: 이기용、1889年11月1日 - 1961年3月4日）は、朝鮮の元王族、朝鮮貴族（子爵）、日本統治時代の朝鮮の政治家。貴族院朝鮮・台湾勅選議員。位階は従四位。本貫は全州李氏。漢字表記は李琦鎔とも。

## 生涯
漢城生まれ、本籍地は京城府。興宣大院君の長兄、興寧君李昌応の孫で、完林君李載元の息子である。
1910年に大韓帝国修学院中等科を卒業し、同年に朝鮮貴族の子爵となった。1912年に朝鮮総督府所有の未墾地である京畿道南陽郡長安面にある土地の利用権を取得し、同年に韓国併合記念章を受章し、齋洞公立普通学校の委員として活動した。1915年に大正天皇の即位式に参列し、大礼記念章を受章した。1917年に仏教擁護会の顧問となり、その後は賭博などの原因で破産の申請をしたが、京城地方裁判所の判断により爵位はそのまま維持した。1932年に朝鮮神宮の新嘗祭で朝鮮貴族の総代表として参加し、1935年までの朝鮮神宮の各種祭礼にも参加した。1936年に江原道金化郡任南面にある金銀鉱の共同鉱業権を取得した。1937年に朝鮮国防協会と同曜会の発起人を務め、1938年に朝鮮報国会の発起にも協力した。1945年4月からは貴族院朝鮮・台湾勅選議員を務めた。1949年1月に反民法第2条違反の疑いで反民特委に検挙され、裁判を受けた。

## 死後の評価
2002年に韓国国会民族正気の会が発表した親日派708人名簿に収録される。また、親日反民族行為者にも認定された。